# Laurent Schwartz (oncologue)
Pour les articles homonymes, voir Laurent Schwartz et Schwartz.
Laurent Schwartz est un cancérologue français né en 1958 à Strasbourg.

## Biographie
D'origine alsacienne. Il est le mari d’Anne-Catherine Robert Hauglustaine.[réf. souhaitée]

## Études et travaux
Après des études de médecine à Strasbourg, Laurent Schwartz part aux États-Unis. Il est chercheur au National Cancer Institute puis médecin de 1985 à 1990 au Massachusetts General Hospital rattaché à la faculté de médecine de Harvard à Boston dans le Massachusetts, où il se spécialise en oncologie,,.
Il revient en France en 1990 où il est recruté comme radiothérapeute par l'Assistance publique - Hôpitaux de Paris (1993),.
En 2016, il publie Cancer : un traitement simple et non toxique, l'ouvrage est préfacé par Luc Montagnier.  Laurent Schwartz considère que le cancer est « dans 97 à 98 % des cas une maladie du vieillissement, métabolique, causée par une digestion inappropriée des sucres, et non génétique ». Il reprend ainsi le travail d'Otto Heinrich Warburg dans les années 1930. Pour Laurent Schwartz, le cancer serait une maladie métabolique, alimenté par une défaillance de l’activité mitochondriale des cellules de l’organisme humain,.
En raison de ses pratiques,[Lesquelles ?] il a été convoqué par le Conseil national de l'Ordre des médecins et est déréférencé sur le site internet de l'APHP, sachant qu'il n'était plus accessible depuis des années et qu'il n'avait ni vu ni soigné aucun patient.

## Ouvrages
- Métastases : vérités sur le cancer., Hachette littératures, 1998
- Cancer : Between Glycolysis and Physical Constraint., Springer Science+Business Media, 2004
- Cancer : A Dysmethylation Syndrome?, John Libbey Eurotext, 2005 - avec Maurice Israel
- Le principe de vie, La Martinière, 2007
- Cancer : guérir tous les malades, Hugo doc, 2013, avec Jean-Paul Brighelli
- Cancer : un traitement simple et non toxique (préf. Luc Montagnier), Vergèze, Thierry Souccar, coll. « Médecine », 1er septembre 2016, 128 p. (ISBN 978-2-36549-177-8)
- La fin des maladies ? : Une approche révolutionnaire de la médecine (préf. Joël de Rosnay), Les Liens qui libèrent, 3 avril 2019, 192 p. (ISBN 979-1020907059)